# 博尔德沃
博尔德沃，是匈牙利包尔绍德-奥包乌伊-曾普伦州所辖的一个村。总面积28.34平方公里，总人口2352，人口密度83.0人/平方公里（2011年1月1日）。